# Pyrrhic Victory
Pyrrhic Victory is het derde studioalbum van de Nederlandse rockband Intwine. Het album werd op 9 oktober 2006 uitgebracht door V2 Records.
Op het album verkende Intwine een hardere en duisterdere sound vergeleken met die van voorgaande albums. Door geldproblemen was V2 Records niet in staat Pyrrhic Victory te promoten, waardoor Intwine eigenlijk alleen via haar optredens de kans had om cd's te verkopen. De single "Feel It" diende als titelsong voor de Nederlandse speelfilm Nachtrit.
Op haar website liet de band optekenen over het album: "Het is een donkere plaat. Sober en zonder franje. Het mes ligt op tafel in songs als "Cut Me Loose", "For Goodness Sake" en "Solo". Teleurstelling en pijn, ze werden zelden zo mooi en tegelijkertijd aangrijpend vertolkt als op deze derde cd. Toch klinkt de plaat ook strijdbaar. Intwine rockt harder en klinkt eerlijker dan ooit."

## Ontvangst
Intwine werd met Pyrrhic Victory bedolven onder de positieve reacties en gelinkt aan bands als Living Colour, Bad Brains, Chevelle, Tool en Disturbed. Sp!ts omschreef het album als 'bepaald geen opwekkende plaat, maar wel eentje die blijft boeien'. Hieraan toevoegend: "[Pyrrhic Victory] staat vol [met] zware slepende rock met teksten waar de boosheid en frustratie vanaf spatten." Volgens de Effenaar is het album 'funk, rock, metal, grunge en pop ineen, waarin de gouden, vette strot van Roger Peterson het bindmiddel is'. Poprock.nl prees de productie van het album. "Het album is lekker geproduceerd. Het klinkt allemaal erg helder maar tegelijkertijd ook vol, krachtig en subtiel. Het leunt zelfs bijna tegen het 'overgeproduceerde' aan. Prachtig afgestelde drums, een gitaarsound die je wakker beukt daar wanneer het moet, hier en daar leuke effecten over de vocals en een perfecte onderlinge balans."

## Tracks
1. "Jack in a Box" – 4:57
2. "Solo" – 3:33
3. "Cut Me Loose" – 4:41
4. "Cookie Jar" – 3:55
5. "Feel It" – 3:04
6. "For Goodness Sake" – 5:09
7. "Foolishly" – 5:18
8. "One Thing" – 3:40
9. "So Long" – 4:05
10. "Coco Song" – 5:38
11. "Abyss" – 3:50
12. "Glory" – 4:48

### Bonus-dvd
1. Live Stuff
2. Interview
3. "Not an Addict" Live (Vrienden van Amstel feat. Sam Bettens)
4. Rumshop Sessions Aruba ("Raven Claw")
5. 8 Min of Utter Bullshit
6. Making of "Feel It"

## Bezetting
- Roger Peterson – zang
- Jacob Streefkerk – gitaar
- Touché Eusebius – basgitaar
- Jon Symons – gitaar
- Rocheteau Mahuwallan – drums

- Gordon Groothedde – productie